# لای‌هیا
لای‌ْهیا (به فنلاندی: Laihia) یک منطقهٔ مسکونی در فنلاند است که در اوستروبوتنیا واقع شده‌است.

## خواهرخوانده
شهرهای تریسیل، بخش شیل و دهستان توروا خواهرخوانده‌های لای‌هیا هستند.